# هاسانوفيتشي
هاسانوفيتشي (بالسيريلية Хасановићи) هي قرية في البوسنة والهرسك. وهي تقع في بلدية كونييتش التابعة لكانتون الهرسك-نيريتفا في اتحاد البوسنة والهرسك، تقع القرية على الضفة اليمنى لنهر نيريتفا. طبقا لنتائج تعداد البوسنة عام 2013 فقد كان عدد سكانها 31 نسمة.

## التركيبة السكانية

### التطور التاريخي للسكان
| السنة  | 1961 | 1971 | 1981 | 1991 | 2013 |
| ------ | ---- | ---- | ---- | ---- | ---- |
| السكان | 156  | 169  | 157  | 91   | 31   |

### توزيع السكان حسب الجنسية (1991)
في عام 1991 كان سكان القرية 91 وكانوا جميعا من المسلمين (البوشناق).

## وصلات خارجية
- Maplandia (بالإنجليزية)